# II secolo
Il II secolo (secondo secolo) è il secolo che inizia nell'anno 101 e termina nell'anno 200 incluso.

## Avvenimenti
- 107: primo anno dell'era yongchu della Dinastia Han.
- 110: Publio Cornelio Tacito completa le sue Historiae
- 113: inaugurazione della colonna traiana a Roma.
- 114: l'imperatore romano Traiano conquista il regno di Palmira.
- 115: terremoto di Antiochia, causando danni materiali e un numero imprecisato di vittime in tutta la regione levantina.
- 115: eletto papa Sisto I.
- 116: l'Impero romano sotto Traiano raggiunge la sua massima estensione con la presa della città persiana di Susa.
- 117: muore l'imperatore Traiano, gli succede Adriano, adottato in punto di morte.
- 122-128: Costruzione del Vallo di Adriano, al confine tra la provincia romana occupata della Britannia e la Caledonia (attuale Scozia) abitata dalle tribù dei Pitti.
- 132-135: Rivolta degli ebrei seguaci di Bar Kokhba.
- 138: muore l'imperatore Adriano, gli succede Antonino Pio, adottato prima della morte.
- 138: Antonino Pio, appena divenuto imperatore, adotta il nipote Marco Aurelio e Lucio Vero.
- 161: muore l'imperatore Antonino Pio, gli succedono i figli adottivi Marco Aurelio e Lucio Vero, in una diarchia inedita in età imperiale.
- 161-166: campagne partiche da parte del co-imperatore romano Lucio Vero.
- Nascono le prime eresie cristiane di montanisti e saturnini
- 165-180: peste antonina (o peste di Galeno, dal medico che la descrisse) fu una pandemia di vaiolo o morbillo, o meno probabilmente tifo, propagata entro i confini dell'impero romano dai soldati di ritorno dalle campagne militari contro i Parti.
- 166: i Marcomanni, popolo germanico cliente dell'impero romano dal 19, ma ribellatisi già sotto Domiziano, invadono la Boemia.
- 167-189: guerre marcomanniche, da parte dell'impero romano di Marco Aurelio e Commodo contro le popolazioni germano-sarmatiche dell'Europa continentale.
- 169: muore l'imperatore Lucio Vero, nei pressi di Aquileia.L'impero resta nelle mani di Marco Aurelio, fine della breve diarchia imperiale.
- 169: dall'Africa del Nord i Mori invadono la Penisola iberica.
- 170: invasione dell'Italia settentrionale da parte di Quadi e Marcomanni.Assedio di Aquileia che resiste all'ondata barbara fino all'arrivo dell'imperatore Marco Aurelio.
- 173: introduzione del Buddhismo in Tibet (regno di Lha Thothori Nyentsen).
- 177: Commodo, figlio di Marco Aurelio, è associato al padre a capo dell'impero romano.
- 180: muore a Sirmio l'imperatore Marco Aurelio; gli succede il figlio Commodo.
- 192, 31 gennaio: l'imperatore romano Commodo è assassinato dal gladiatore Narcisso su ordine di una congiura di senatori.Il Senato lo dichiara hostis publicus e ne decreta damnatio memoriae.Viene eletto imperatore il praefectus urbi Elvio Pertinace.
- 193, 28 marzo: l'imperatore romano Elvio Pertinace viene ucciso dai pretoriani, gli succede il ricco senatore Didio Giuliano.
- 193-197: guerra civile romana per la successione al trono imperiale, a seguito degli omicidi di Commodo, Pertinace e Didio Giuliano, tra tre governatori delle legioni, Pescennio Nigro in Siria, Clodio Albino in Britannia, e Settimio Severo in Illiria, che risulterà vincitore.
- 193-211: impero di Settimio Severo, iniziatore della dinastia dei Severi e della fase imperiale del "dominato" in cui l'imperatore non è più un privato gestore dell'impero per conto del Senato, come durante il precedente "principato", ma è unico e vero dominus, che trae forza dall'investitura militare delle legioni.Anche a livello religioso introdusse un nuovo culto che si incentrava sulla figura. dell'imperatore, col titolo di dominus ac deus, ponendo le basi per una sorta di "monarchia sacra" mutuata dall'oriente ellenistico.
- 194: Settimio Severo sconfigge Pescennio Nigro a Isso, all'interno della guerra civile romana per la successione imperiale.
- 196: in Cina l'imperatore minorenne Xian ritorna a Luoyang, distrutta dalla guerra civile, e cerca la protezione del signore della guerra Cáo Cāo; questi trasferisce l'imperatore nella nuova capitale Xuchang dove detiene il controllo della Cina settentrionale.
- 197: Settimio Severo sconfigge Clodio Albino a Lione, ponendo fine alla guerra civile romana.
- Ultima Stoà.

## Personaggi significativi
- Traiano (53 - 117), imperatore romano, conquista la Dacia
- Decebalo (98 - 117) re della Dacia.
- Adriano (76 - 138), imperatore romano (117 - 138).
- Antonino Pio (Lanuvio, 86 - Lorium, 161), imperatore romano (138 - 161).
- Marco Aurelio (Roma, 121 - Sirmio, 180), imperatore romano, (161 - 180) filosofo stoico e scrittore.
- Apuleio (ca. 125 - ca. 180), scrittore de "La metamorfosi".
- Claudio Tolomeo (ca. 90 - 170), astronomo e matematico greco.
- Epitteto (50 - 130), filosofo greco, esponente dello stoicismo di epoca romana.
- Galeno (131 - Roma, 201), medico greco, anatomista e compilatore delle conoscenze mediche del suo tempo.
- Montano, teologo frigio, fondatore della corrente cristiana detta montanismo.
- Plinio il giovane (Novum Comum, 61/62 - Bitinia o Roma, ca. 114), avvocato, scrittore e magistrato romano.
- Plutarco (ca. 45 - ca. 125), storico greco.
- Sesto Empirico (160-210), filosofo greco, uno dei maggiori esponenti dello scetticismo.
- Tertulliano (Cartagine 155 - 230), scrittore romano, filosofo e apologeta cristiano, fra i più celebri del suo tempo.
- Svetonio (ca. 69 - ca. 122), storico e biografo romano.

## Invenzioni, scoperte, innovazioni
- Invenzione della carta in Cina.